# Saint-Laurent-sur-Manoire
Pour les articles homonymes, voir Saint-Laurent.
Saint-Laurent-sur-Manoire est une ancienne commune française située dans le département de la Dordogne.
Au 1er janvier 2016, elle fusionne avec Atur et Boulazac et devient commune déléguée de la commune nouvelle de Boulazac Isle Manoire, en région Nouvelle-Aquitaine.

## Géographie

### Généralités

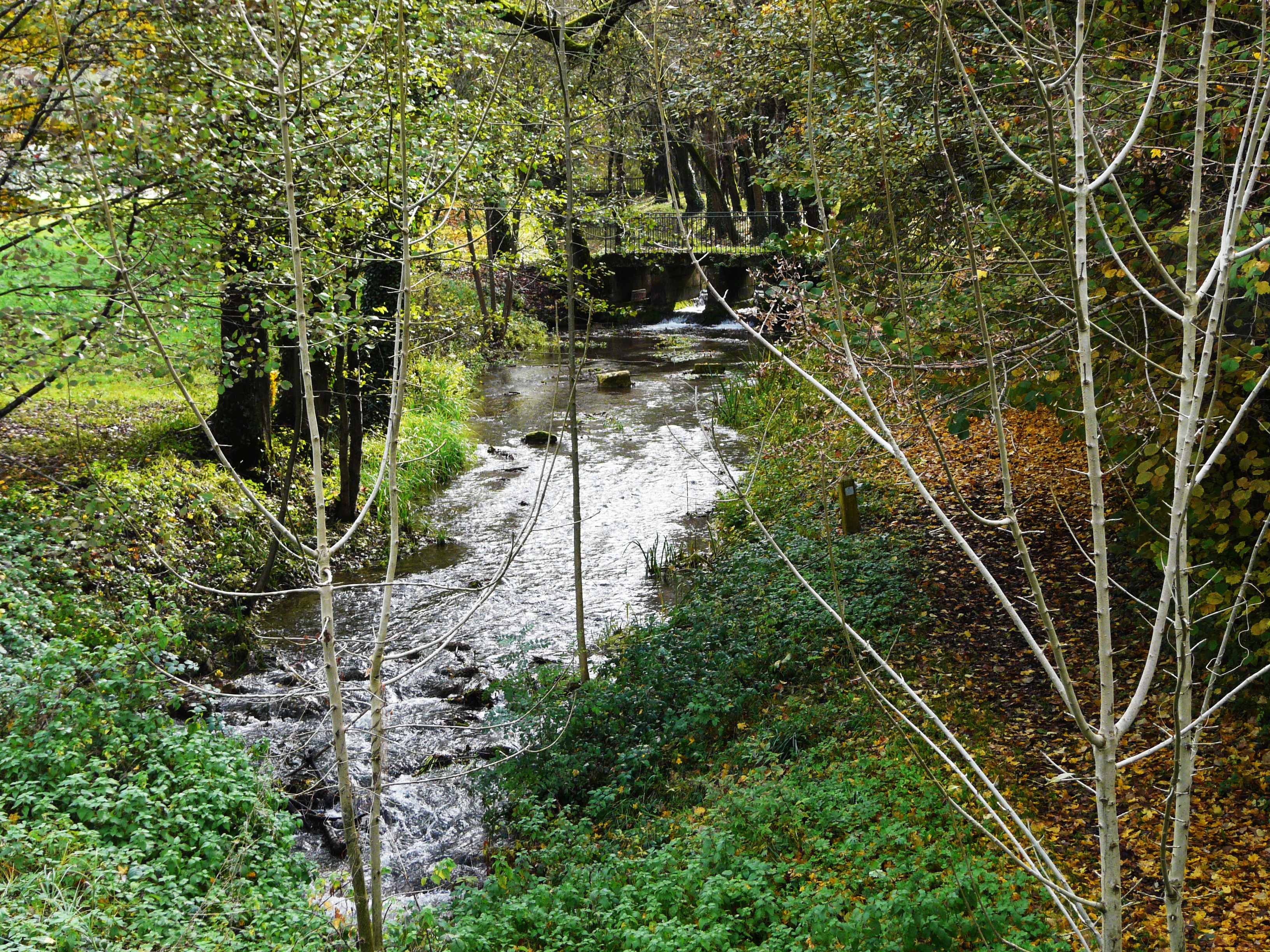
Le Manoire en bordure du parc derrière la mairie.

Dans le département de la Dordogne, incluse dans l'unité urbaine de Périgueux et de son aire d'attraction, en Périgord central, la commune déléguée de Saint-Laurent-sur-Manoire s'étend sur 10,44 km2. Elle fait partie de la commune nouvelle de Boulazac Isle Manoire et est située au croisement de l'autoroute A89 E70 (échangeur no 16 de Périgueux-Est implanté sur son territoire) et de la route départementale (RD) 6089 (l'ancienne route nationale (RN) 89).
Comme son nom l'indique, le territoire communal est arrosé par un affluent de l'Isle, le Manoire, qui y reçoit son principal affluent le ruisseau de Saint-Geyrac.
L'altitude minimale, 100 mètres, se trouve à l'extrême nord-ouest, là où le Manoire quitte la commune et entre sur celle de Boulazac. L'altitude maximale avec 261 mètres est localisée au sud-ouest, au nord du lieu-dit Clos de Combe, en limite de la commune d'Atur. Sur le plan géologique, les vallées du Manoire et du ruisseau de Saint-Geyrac sont composées d'alluvions holocènes, le sud et le sud-ouest de la commune de sables, argiles ou graviers tertiaires, et le reste du territoire de calcaires du Crétacé supérieur.
Bordé par la RD 6089, le bourg de Saint-Laurent-sur-Manoire se situe, en distances orthodromiques, sept kilomètres au sud-est de Périgueux.
Le territoire communal est également desservi par la RN 221 reliant l'autoroute A89 et la RN 21.

### Communes limitrophes
| - OpenStreetMap Limite communale. - Carte de Saint-Laurent-sur-Manoire et des communes avoisinantes en 2015, avant la création de la commune nouvelle de Boulazac Isle Manoire. |

En 2015, année précédant la création de la commune nouvelle de Boulazac Isle Manoire, Saint-Laurent-sur-Manoire était limitrophe de six autres communes.
| Boulazac |                           | Bassillac               |
| Atur     | Saint-Laurent-sur-Manoire | Eyliac                  |
|          | Marsaneix                 | Sainte-Marie-de-Chignac |

## Urbanisme

### Prévention des risques
Un plan de prévention du risque inondation (PPRI) a été approuvé en 2012 pour le Manoire et ses rives, depuis le giratoire de Niversac jusqu'à l'ancien moulin en limite de Boulazac,.

### Villages, hameaux et lieux-dits
Outre le bourg de Saint-Laurent-sur-Manoire proprement dit, la commune se compose d'autres villages ou hameaux, ainsi que de lieux-dits :
- le Bas Marcheix
- le Bouc
- les Bouqueries
- le Bourget
- Brouquet
- le Chatang
- le Colombier
- la Croix Rouge
- la Daudie
- la Faye
- Font Cordelière
- la Fontaine de la Daudie
- Giratou
- Grand Font
- les Jeannettes
- Laurent
- la Lébrèterie
- Leymarie
- Maison Blanche
- Malivert
- le Marcheix
- Meyrinas
- le Moulin de la Lède
- Niversac
- le Petit Maine
- Pont de Niversac
- Porte-Corgne
- le Poureix
- Puy Forain
- Puy Grand
- le Ranquet
- le Sorbier
- Thévy
- les Vignes.

## Toponymie
Sur d'anciennes cartes, le nom du village semble avoir évolué au cours de l'histoire, ou il est possible aussi que sa graphie fut sujette à une erreur d'orthographe. Sur la carte de Cassini (XVIIIe siècle) et la carte d'état-major (1820-1860), le village est identifié sous le nom de St Laurent du Manoir. Sur la carte IGN des années 1950, le village est nommé St-Laurent-sur-Manoir. Sur ces mêmes cartes, le cours d'eau qui traverse le village est identifié sous le nom de Manoir.
Le nom du lieu se réfère à saint Laurent, martyr chrétien du IIIe siècle. La seconde partie du nom correspond au ruisseau, le Manoire, qui arrose la commune.
En occitan, la commune porte le nom de Sent Laurenç de Manoire.

## Histoire
En 2008, le chantier de la zone d'activités économiques de Grand Font a permis de mettre au jour plusieurs sites d'intérêt archéologique : une doline avec du mobilier préhistorique et néolithique ; un ancien four à chaux ; une villa gallo-romaine ; un alignement de bases de poteaux néolithiques et les restes de l'aqueduc gallo-romain qui alimentait la villa des Bouquets à Vésone depuis la source de Grandfont.
La première mention écrite connue du lieu remonte à l'an 1365 sous la forme Sanctus Laurentius de Manore.
Au 1er janvier 2016, Saint-Laurent-sur-Manoire fusionne avec Atur et Boulazac pour former la commune nouvelle de Boulazac Isle Manoire dont la création a été entérinée par l'arrêté du 14 décembre 2015, entraînant la transformation des trois anciennes communes en communes déléguées.

## Politique et administration

### Rattachements administratifs et électoraux
Dès 1790, la commune de Saint-Laurent-sur-Manoire est rattachée au canton de Saint-Pierre-de-Chignac qui dépend du district de Perigueux jusqu'en 1795, date de suppression des districts. En 1801, le canton est rattaché à l'arrondissement de Périgueux.
Dans le cadre de la réforme de 2014 définie par le décret du 21 février 2014, ce canton disparaît aux élections départementales de mars 2015. La commune est alors rattachée au canton d'Isle-Manoire, dont le bureau centralisateur est fixé à Boulazac.

### Intercommunalité
En 2001, Saint-Laurent-sur-Manoire intègre dès sa création la communauté de communes Isle Manoire en Périgord. Celle-ci est dissoute au 31 décembre 2013 et remplacée au 1er janvier 2014 par la communauté d'agglomération du Grand Périgueux.

### Administration municipale
La population de la commune étant comprise entre 500 et 1 499 habitants au recensement de 2011, quinze conseillers municipaux ont été élus en 2014,. Ceux-ci sont membres d'office du  conseil municipal de la commune nouvelle de Boulazac Isle Manoire, jusqu'au renouvellement des conseils municipaux français de 2020.

### Liste des maires puis des maires délégués
| Période                                  | Période        | Identité               | Étiquette    | Qualité                        |
| ---------------------------------------- | -------------- | ---------------------- | ------------ | ------------------------------ |
| Les données manquantes sont à compléter. |                |                        |              |                                |
| 1789                                     | 1793           | La Martina             |              |                                |
| 1793                                     | 1795           | Martial Flageat        |              |                                |
| 1796                                     | 1816           | Bertin Dussolier       |              |                                |
| 1817                                     | 1818           | Jacques Bayle          |              |                                |
| 1818                                     | 1865           | Antonin Pressacq       |              | Propriétaire                   |
| 1865                                     | mai 1884       | Gabriel Sudret         |              |                                |
| mai 1884                                 | mai 1896       | André Rolland de Denus |              | Propriétaire                   |
| mai 1896                                 | mai 1929       | Louis (Joseph) Sudret  |              |                                |
| mai 1929                                 | septembre 1931 | Éloi Chinour           |              |                                |
| septembre 1931                           | mai 1935       | Urbain Duprat          |              |                                |
| mai 1935                                 | 1944           | Louis Couty            |              |                                |
| octobre 1944                             | mai 1946       | Edmond Givord          |              |                                |
| mai 1946                                 | octobre 1947   | Antoine Doursout       |              |                                |
| octobre 1947                             | mars 2001      | Alexis Félix           | SFIO puis PS | Conseiller général (1964-1994) |
| mars 2001                                | décembre 2015  | Jean-Pierre Passerieux | PS           | Conseiller pédagogique         |

| Période                          | Période  | Identité               | Étiquette | Qualité                |
| -------------------------------- | -------- | ---------------------- | --------- | ---------------------- |
| janvier 2016 (réélu en mai 2020) | En cours | Jean-Pierre Passerieux | PS        | Conseiller pédagogique |

## Population et société

### Démographie
Les habitants de Saint-Laurent-sur-Manoire se nomment les Saint-Laurentais.
En 2015, dernière année en tant que commune indépendante, Saint-Laurent-sur-Manoire comptait 978 habitants. L'évolution du nombre d'habitants est connue à travers les recensements de la population effectués à Saint-Laurent-sur-Manoire depuis 1793. À partir du XXIe siècle, les recensements des communes de moins de 10 000 habitants ont lieu tous les cinq ans (2007, 2012 pour Saint-Laurent-sur-Manoire). Depuis 2006, les autres dates correspondent à des estimations légales.
Au 1er janvier 2022, la commune déléguée de Saint-Laurent-sur-Manoire compte 1 078 habitants.
| 1793 | 1800 | 1806 | 1821 | 1831 | 1836 | 1841 | 1846 | 1851 |
| ---- | ---- | ---- | ---- | ---- | ---- | ---- | ---- | ---- |
| 419  | 370  | 380  | 417  | 466  | 416  | 430  | 463  | 460  |

| 1856 | 1861 | 1866 | 1872 | 1876 | 1881 | 1886 | 1891 | 1896 |
| ---- | ---- | ---- | ---- | ---- | ---- | ---- | ---- | ---- |
| 417  | 420  | 527  | 522  | 533  | 478  | 508  | 510  | 453  |

| 1901 | 1906 | 1911 | 1921 | 1926 | 1931 | 1936 | 1946 | 1954 |
| ---- | ---- | ---- | ---- | ---- | ---- | ---- | ---- | ---- |
| 423  | 412  | 419  | 345  | 366  | 370  | 326  | 347  | 354  |

| 1962 | 1968 | 1975 | 1982 | 1990 | 1999 | 2007 | 2012 | 2015 |
| ---- | ---- | ---- | ---- | ---- | ---- | ---- | ---- | ---- |
| 377  | 397  | 535  | 568  | 706  | 765  | 871  | 933  | 978  |

### Sports et loisirs
La piscine couverte de Niversac, avec bassin de 25 mètres, a ouvert en 2023.

## Économie
Les données économiques de Saint-Laurent-sur-Manoire sont incluses dans celles de la commune nouvelle de Boulazac Isle Manoire.

### Entreprises
Un abattoir pour le traitement des canards gras a été ouvert en novembre 2008 sur la commune à proximité immédiate de l'échangeur autoroutier. En 2013, le site emploie 150 personnes en permanence auxquelles s'ajoutent une cinquantaine de saisonniers. Avec environ 1 000 tonnes de foie gras par an, c'est le site le plus important pour cette production relative à l'IGP « Canard à foie gras du Périgord ».

## Culture locale et patrimoine

### Lieux et monuments
- L'église Saint-Laurent[7] avec chœur roman du XIIe siècle, et nef gothique des XVIe et XVIIe siècles, est inscrite depuis 1986 au titre des monuments historiques[28].
- Manoir de Saint-Laurent-sur-Manoire, XVIIIe siècle[29], siège de la mairie et d'un musée, le musée Roland-Dumas, collection de cadeaux offerts par les chefs d'État étrangers au ministre Roland Dumas.
- Chartreuse de la Croix Rouge, fin XVIIe siècle[30].

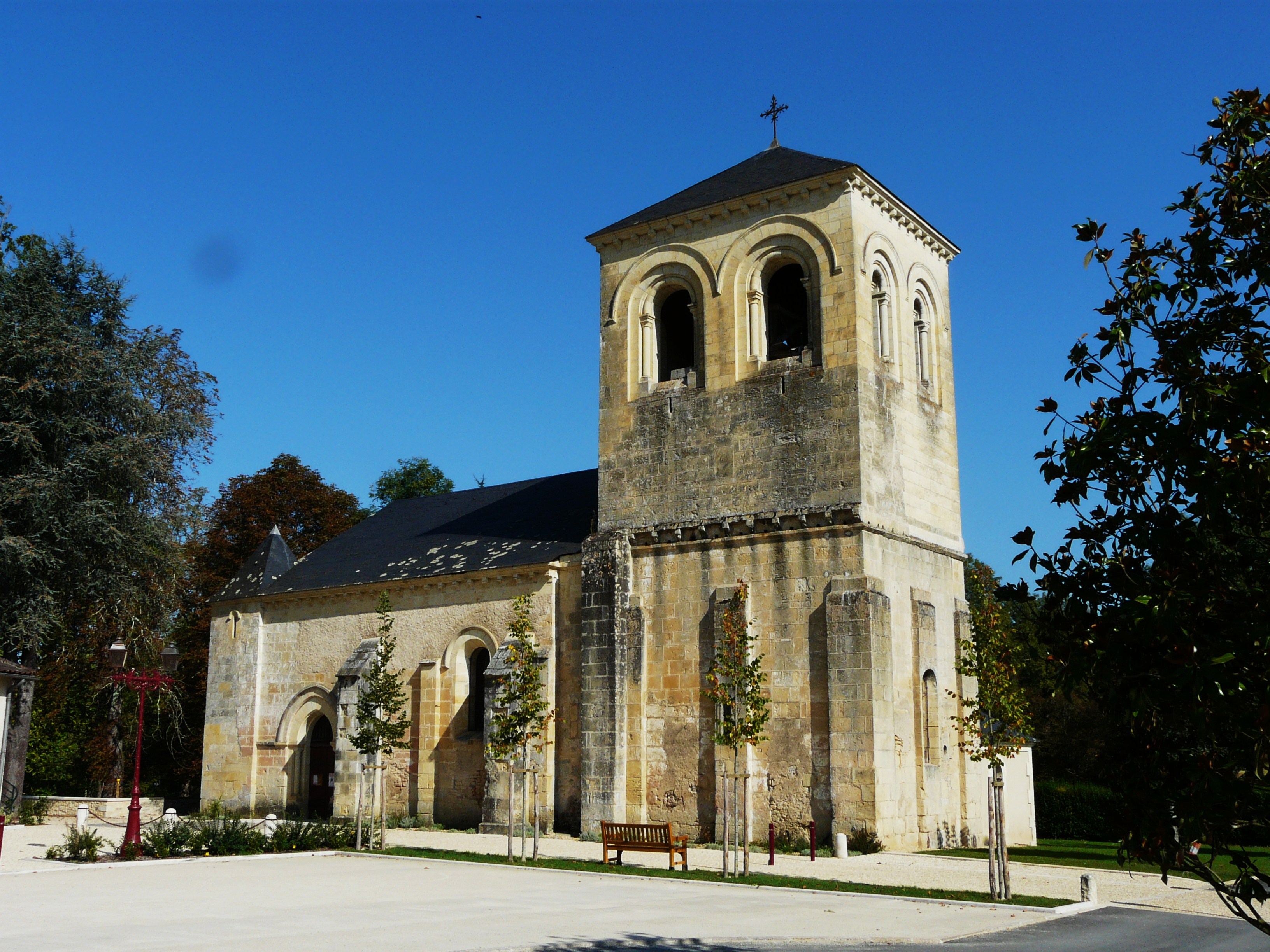
L'église Saint-Laurent.
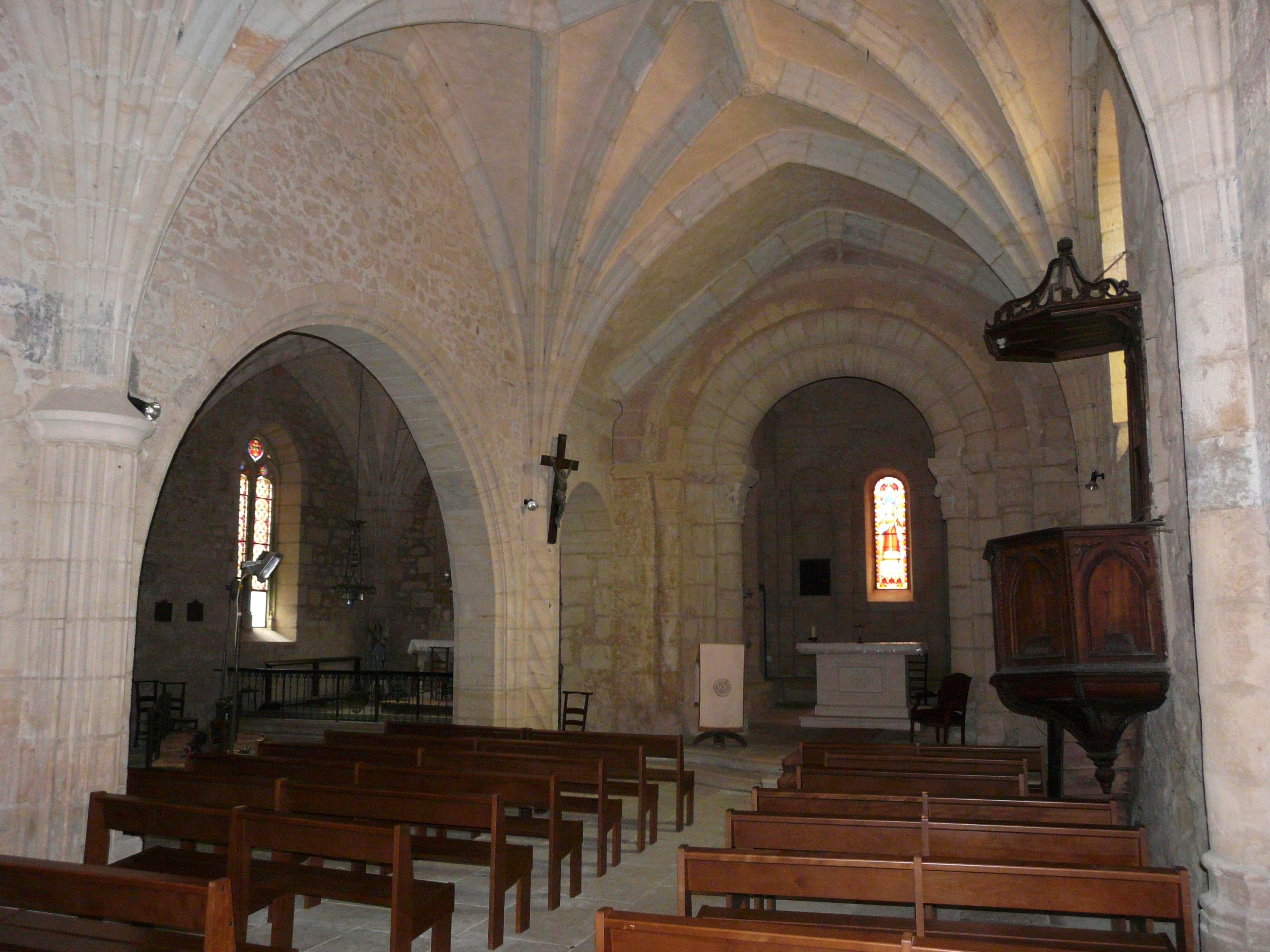
La nef et son collatéral (sur la gauche).
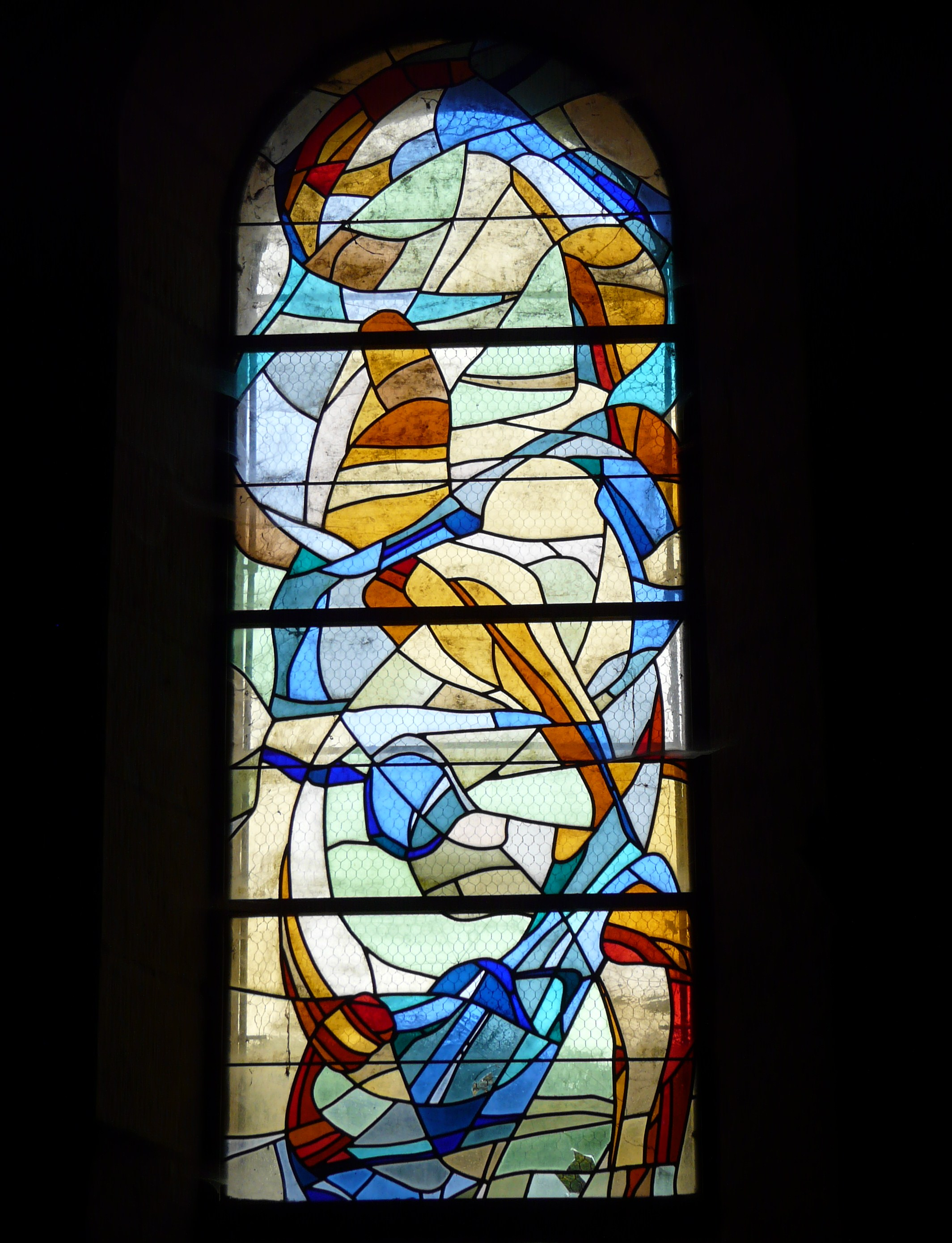
Un vitrail.
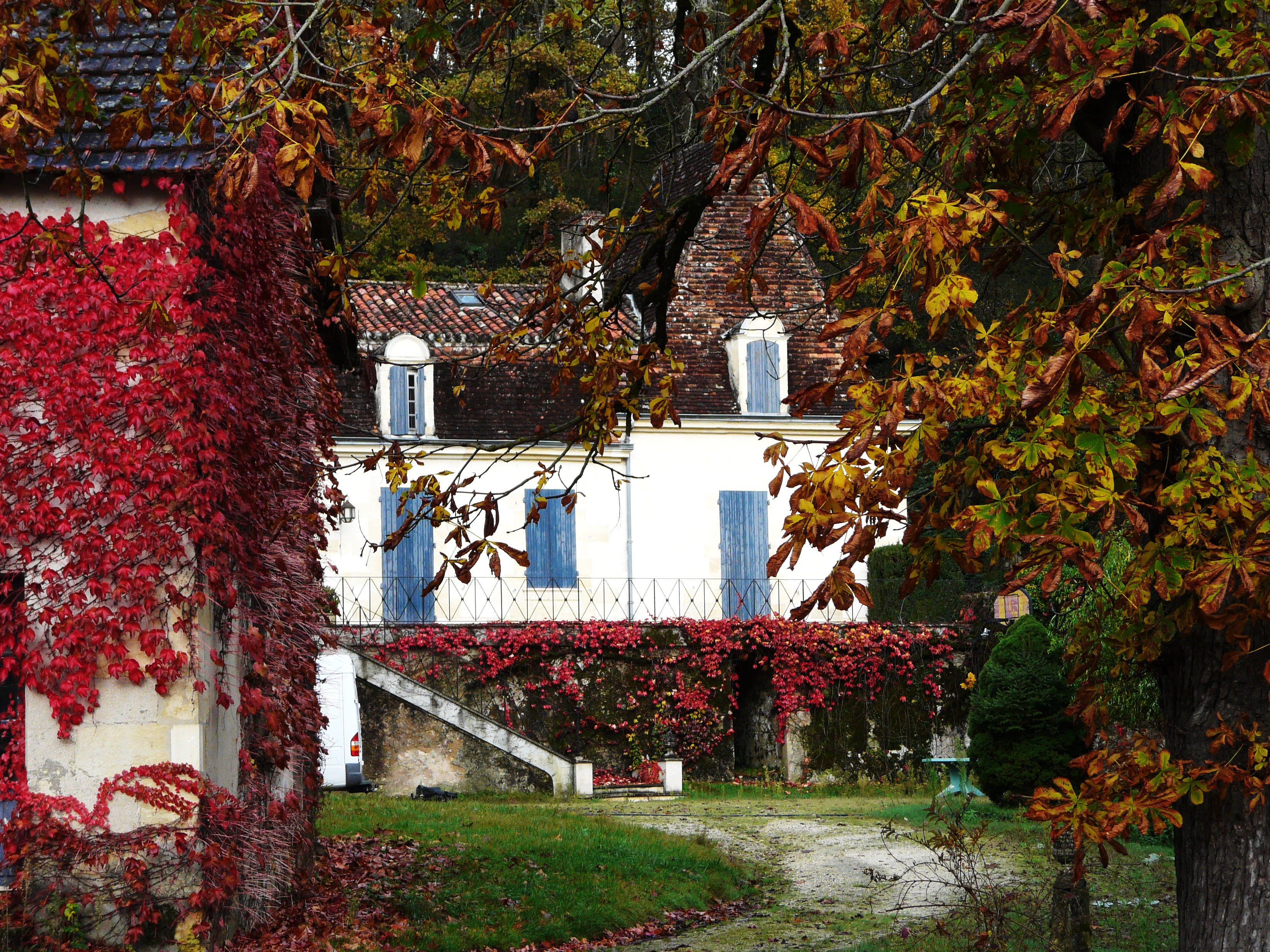
La chartreuse de la Croix Rouge.

### Personnalités liées à la commune
- Armand Alexandre Emmanuel d'Hautefort (ou de Hautefort) (1823-1903), né à Saint-Laurent-sur-Manoire, est un général de brigade.
- Roland Dumas (1922-2024), homme politique français, est conseiller municipal de Saint-Laurent-sur-Manoire de 1989 à 1995.